# بختیار خانی‌زاده
بختیار اُقتای اوغلو خانی‌زاده بازیگر و کارگردان اهل کشور جمهوری آذربایجان است.